# Getaway Rock Festival

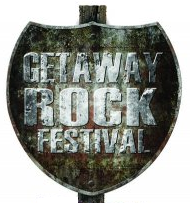
Getaway Rock Festival - Ícone

Getaway Rock Festival foi um festival musical inteiramente destinado a vertentes do rock e do metal, tendo sua primeira edição realizada em 2010 e sua última edição em 2015. 
O festival era organizado no complexo Gasklockorna na cidade de Gävle na Suécia.

## Edições

### 2010
Em 2010 foram vendidos um total de 14.000 ingressos e o festival tornou-se rapidamente um dos maiores do estilo na Suécia.Os artistas que se apresentaram foram:
- Slash
- Megadeth
- Motorhead
- Deftones
- Europe
- Cannibal Corpse
- Mayhem
- Mustasch
- Exodus

entre outros.

### 2011
De 7 a 9 de Julho se apresentaram:
- Accept
- Alice Cooper
- The Darkness
- Immortal
- Hammerfall
- Death Angel
- Entombed
- Youth of Today
- Ghost
- Fkü
- Desultory
- Corrosion of Conformity
- Graveyard
- Sonata Arctica
- Papa Roach
- Hellyeah
- Vomitory
- Blowsight
- Heaven Shall Burn
- Aura Noir
- Marduk
- Agnostic Front
- Kreator
- Bullet For My Valentine
- Opeth
- Evergrey
- Nifelheim!
- Doctor Midnight and the Mercy Cult
- The Unguided
- Danzig
- Dynazty
- Earth Crisis
- Monster Magnet
- 40 Watt Sun
- Amorphis
- Adept
- Harda Tider
- Enslaved
- Christ Agony
- Hardcore Superstar
- Bullet
- Turisas
- Vicious Art
- Blindside
- Insense
- Alien
- Erowsing Collection
- Evil
- Seven Tribe
- Dia Psalma
- The Never Dies
- Death Destruction

## Estrutura
O complexo Gasklockorna possui três estruturas para os concertos, duas ao ar livre e uma em interior fechado, além de inúmeros bares, restaurantes, piscinas em interior e em exterior temático.